# Tenisz az 1996. évi nyári olimpiai játékokon
Az 1996. évi nyári olimpiai játékokon a teniszben négy számban avattak olimpiai bajnokot.

## Éremtáblázat
(A rendező ország csapata eltérő háttérszínnel, az egyes számoszlopok legmagasabb értékei vastagítással kiemelve.)
| Az 1996. évi nyári olimpiai játékok éremtáblázata teniszben | Az 1996. évi nyári olimpiai játékok éremtáblázata teniszben | Az 1996. évi nyári olimpiai játékok éremtáblázata teniszben | Az 1996. évi nyári olimpiai játékok éremtáblázata teniszben | Az 1996. évi nyári olimpiai játékok éremtáblázata teniszben | Olimpia  |
| ----------------------------------------------------------- | ----------------------------------------------------------- | ----------------------------------------------------------- | ----------------------------------------------------------- | ----------------------------------------------------------- | -------- |
|                                                             | Ország                                                      | Arany                                                       | Ezüst                                                       | Bronz                                                       | Összesen |
| 1.                                                          | Egyesült Államok (USA)                                      | 3                                                           | 0                                                           | 0                                                           | 3        |
| 2.                                                          | Ausztrália (AUS)                                            | 1                                                           | 0                                                           | 0                                                           | 1        |
|                                                             |                                                             |                                                             |                                                             |                                                             |          |
| 3.                                                          | Spanyolország (ESP)                                         | 0                                                           | 2                                                           | 1                                                           | 3        |
| 4.                                                          | Csehország (CZE)                                            | 0                                                           | 1                                                           | 1                                                           | 2        |
| 5.                                                          | Nagy-Britannia (GBR)                                        | 0                                                           | 1                                                           | 0                                                           | 1        |
|                                                             |                                                             |                                                             |                                                             |                                                             |          |
| 6.                                                          | Németország (GER)                                           | 0                                                           | 0                                                           | 1                                                           | 1        |
| 6.                                                          | India (IND)                                                 | 0                                                           | 0                                                           | 1                                                           | 1        |
|                                                             |                                                             |                                                             |                                                             |                                                             |          |
| Összesen                                                    | Összesen                                                    | 4                                                           | 4                                                           | 4                                                           | 12       |

## Érmesek
| Az 1996. évi nyári olimpiai játékok érmesei teniszben |                                                              |                                                 |                                                                   |
| Versenyszám                                           | Arany                                                        | Ezüst                                           | Bronz                                                             |
| Férfi egyes                                           | Andre Agassi · Egyesült Államok (USA)                        | Sergi Bruguera · Spanyolország (ESP)            | Lijendar Pedzs · India (IND)                                      |
| Férfi páros                                           | Ausztrália (AUS) · Todd Woodbridge · Mark Woodforde          | Nagy-Britannia (GBR) · Neil Broad · Tim Henman  | Németország (GER) · Marc-Kevin Goellner · David Prinosil          |
| Női egyes                                             | Lindsay Davenport · Egyesült Államok (USA)                   | Arantxa Sánchez Vicario · Spanyolország (ESP)   | Jana Novotná · Csehország (CZE)                                   |
| Női páros                                             | Egyesült Államok (USA) · Gigi Fernández · Mary Joe Fernández | Csehország (CZE) · Jana Novotná · Helena Suková | Spanyolország (ESP) · Conchita Martínez · Arantxa Sánchez Vicario |

## Magyar szereplés
- Noszály Sándor férfi egyes 33+
- Köves Gábor–Markovits László férfi páros 17+
- Csurgó Virág női egyes 17+
- Temesvári Andrea női egyes 33+
- Csurgó Virág-Temesvári Andrea női páros 9+